# Nocebo
Nocebo se projevuje, když lidé očekávají, že léčba nebo její způsob zhorší jejich zdravotní stav a ten se v důsledku jejich očekávání skutečně zhorší. Jeho opakem je placebo.
Slovo nocebo pochází z latiny a překládá se jako uškodím.
Nocebo nastává například v situaci, kdy je pacientovi podána neutrálně působící látka, ale je mu oznámeno, že se projeví vedlejší účinky. Při experimentech, které byly v této souvislosti provedeny, buď všichni nebo velká část účastníků tyto vedlejší příznaky zaznamenala. Nastává ale také, pokud je jen oznámená cena léčby velká.

## Výzkum
V rámci jednoho pokusu se pacienti trpící problémy se zvětšenou prostatou léčili finasteridem. Jedné části z nich výzkumníci oznámili, že se u nich projeví jako vedlejší účinek léčby erektilní dysfunkce, druhé části pacientů nikoli. Zatímco ve skupině, která byla o vedlejších účincích informována, se problémy s erekcí objevily u 44 % pacientů, u druhé, neinformované části, pouze v 15 % případů.
Podobně jako v případě placeba je i způsob fungování noceba předmětem odborných debat. Předpokládá se, že se tak děje i na bázi klasického podmiňování, ke kterému dochází, když si pacient lék či léčbu spojí se svou reakcí a následně např. i se způsobem chování lékaře.

## Komunikace s pacientem
Zdravotnický personál by si měl být účinků noceba vědom, týká se to hlavně případů, kdy pacienty informuje o možných vedlejších účincích léčby. Znalost noceba tak může stavět zdravotníky před dilema, zda upřednostnit větší pacientovu informovanost a možné projevy vedlejších účinků, nebo poskytnout informací méně. Důležitá je pak kvalitní komunikace s pacientem a vědomí, že by neměli nechtěně pronesenými slovy pacientovi negativní stav vsugerovat.